# Platycephalichthys
Platycephalichthys és un gènere de peixos sarcopterigis de la família dels tristicoptèrids que va viure durant el Devonià.